# Cécile Mourer-Chauviré
Cécile Mourer-Chauviré (Lyon, 5 de noviembre de 1939) es un paleontóloga francesa que ha realizado numerosos estudios sobre aves del Eoceno y Oligoceno. Ayudó a aclarar la clasificación y la filogenia de Phorusrhacidae una familia extinta aves carnívoras gigantes del Cenozoico, en una serie de artículos publicados entre 1981 y 1983. Su trabajo también se centró en la evolución y morfología funcional de las aves no voladoras. Al principio de su carrera, descubrió las cuevas de Laang Spean en Camboya.

## Abreviatura (zoología)
La abreviatura Mourer-Chauviré  se emplea para indicar a Cécile Mourer-Chauviré como autoridad en la descripción y taxonomía en zoología.